# Clip (film)
Clip (Klip ) è un film del 2012 diretto da Maja Miloš.
È il racconto della vita sbandata di adolescenti senza tabù nella periferia di Belgrado, fatta di eccessi, in una generazione disarmata e senza modelli, sullo sfondo ormai lontano dei retaggi di una guerra nell'ex Jugoslavia d'inaudita cruenza, rappresentata dalla protagonista femminile, Jesna, alle prese con la cruda realtà quotidiana, tra droga, violenza e sesso.
In Italia è stato distribuito nelle sale cinematografiche da Il Kino a partire dal 13 dicembre 2013.

## Accoglienza

### Critica
- Sesso, droga, molto sesso, cellulare, sesso, alcol, eccessi, sesso. Commento di Beatrice Dondi su L'Espresso, 12/12/2013.[1]
- Un mea culpa che non ha la forza di identificare contorni precisi, che non offre un identikit che permette di inchiodare i responsabili di un massacro dell’anima e del corpo di sedici-diciassetteni risucchiati dal vortice del “nulla”. Commento di Leonardo Jettarelli su Il Messaggero, 15/12/2013.[2]
- Al confronto Trainspotting (1996) era un'articolata analisi generazionale e perfino un inno all'ottimismo. Commento di Paolo D'Agostini su la Repubblica, 12/12/2013.[3]
- Un film sui giovani proibito ai giovani. Commento di Pier Luigi Pisa su Huffington Post, 14/12/2013.[4]

## Riconoscimenti
- Tiger Award al Festival di Rotterdam 2012